# Tormenti - Film disegnato
Tormenti - Film disegnato è un film commedia del 2011 diretto da Filiberto Scarpelli, scritto e disegnato da Furio Scarpelli e sceneggiato da quest'ultimo, dal figlio Giacomo e dal nipote Filiberto. È un prodotto atipico per il panorama cinematografico italiano: non è un cartone animato, è più che altro un graphic novel in movimento con le voci degli attori e le musiche di Bruno Moretti che accompagnano la storia che scorre sullo schermo.
Prodotto da Silvia D'Amico Bendicò e Osvaldo Menegaz per la Bendico SRL in collaborazione con Rai Cinema. La distribuzione è della Lucky Red è stato presentato il 3 novembre nella sezione "Eventi speciali" alla sesta edizione del Festival Internazionale del Film di Roma 2011. Nel 2012 è stato premiato con un  premio speciale dalla giuria dei Nastri d'argento, un  riconoscimento cinematografico assegnato dal Sindacato nazionale giornalisti cinematografici italiani. Nello stesso periodo ha vinto anche il Ciak d'oro nella categoria  Belli & Invisibili.

## Trama
Roma, anni Trenta. Eleonora Ciancarelli, detta Lolli, è una ragazza diciannovenne che lavora nella lavanderia-stireria con la madre. Un giorno, subito dopo le vacanze di Natale, in una delle sue abituali consegne di camicie stirate, che la portano ad attraversare una capitale in subbuglio a causa dei lavori di ristrutturazione voluti da Benito Mussolini in Via della Conciliazione e in Via dell'Impero (oggi Via dei Fori Imperiali), incontra l'elegante e fascinoso avvocato Rinaldo Maria Bonci Pavonazzi intento a consegnare doni al vigile urbano per la festa della Befana.
Lolli rimane subito colpita dalla classe e dal portamento dell'avvocato, dai suoi abiti eleganti e alla moda e probabilmente anche dai suoi baffetti alla Amedeo Nazzari che lo fanno sembrare più giovane, nonostante abbia ormai sessant'anni. 
Lolli, tornando a casa, ripensa continuamente a quell'uomo, un colpo di fulmine che inizia a farle desiderare di poter elevarsi socialmente al livello di quel ricco avvocato, il che significherebbe frequentare persone gentili e raffinate – e non solo clienti volgari, dei cui commenti non troppo garbati è spesso bersaglio – e magari indossare quegli stessi vestiti che desidera sempre quando passa davanti alle vetrine dei negozi del centro oppure quando li ammira sulle riviste di moda.
Il caso vuole che, poco tempo dopo, la zia, che di mestiere fa la guardarobiera, la inviti per darle una mano a Palazzo Barberini, dove si terrà un ballo degli ex ufficiali del Regio Esercito. Lolli accetta con entusiasmo e proprio lì incontra nuovamente Rinaldo, che questa volta le offre da bere e la invita a ballare. I due iniziano a uscire insieme, a frequentarsi, e Rinaldo – che in realtà è sposato ed ha anche un figlio – ne approfitta per far sfoggio delle proprie virtù (che tra l'altro si attribuisce da solo), della propria cultura e di altre scombiccherate idee che però fanno presa sulla giovane Lolli e sul suo animo semplice che in breve tempo verrà corrotto dallo stile di vita che Rinaldo le presenterà: cene in ristoranti costosi, macchine di lusso, abiti alla moda, viaggi e garçonniere ai Parioli.
Lolli è cambiata, si sente una donna, diversa e assai distante dalla sua vita precedente. Quando rincontra la sua amica, Marusca, inizia a pavoneggiarsi e le racconta cosa fa con Rinaldo e tutte le cose belle e interessanti che lui le fa fare e le racconta tutto il giorno. Marusca, però, anziché invidiare Lolli, la compatisce. Si accorge prima di lei che Rinaldo è solo un arrogante, un narciso cui piace ascoltarsi, che dice più parole in un minuto di quante ne starebbe a sentire in un mese, capace di imitare tutte le qualità, senza possederne una sola. Marusca allora decide di riportare Lolli con i piedi per terra e così la convince ad accompagnarla ad un incontro di pugilato. Sul ring c'è Mario Marchetti, suo cugino, pugile, brillante studente di giurisprudenza, e anche sottile poeta. Mario perde malamente l'incontro ma vince la simpatia di Lolli che poi si trasforma in qualcosa di più grande, prima attraverso lettere in endecasillabi amorosi e poi in uscite sempre più frequenti e sempre più clandestine, a causa della crescente apprensione e gelosia di Rinaldo, che comincia a sospettare e ad intuire che ormai Lolli non lo ama più. Infatti lei ha ascoltato i consigli dell'amica Marusca, ma anche quelli del suo cuore: inizia ad intuire che le parole di cui si riempie la bocca Rinaldo sono solo delle stupidaggini, che la sua presunta eleganza è solo mera ostentazione di sé e che a casa non è rispettato o amato come lui voleva farle credere, bensì osteggiato e vituperato dal figlio appartenente al GUF che non lo rispetta e dalla moglie, che lo sbatte fuori di casa quando lui le confessa – in cerca di conforto! – di patire a causa di Lolli. Come se non bastasse perde anche il lavoro che da tempo andava trascurando, così si ritrova senza casa, senza lavoro, senza famiglia, senza Lolli e anche senza un soldo. Non gli resta altro che rifugiarsi in una piccola pensione dove nella solitudine della notte e in uno stato di senilità avanzata arriva ad un'intuizione fatale: il colpevole di tutta questa situazione è Mario. Quindi decide di affrontarlo. Una sera, lo aspetta sotto casa di Lolli e gli spacca la testa con una bottiglia di vino, Cesanese dolce. 
Poco tempo dopo si svolge il processo in un periodo storico in cui gli italiani antifascisti sono costretti sotto il tacco di ferro della dittatura e mentre in Spagna incombe la Guerra Civile, teatro anche per alcuni italiani fuoriusciti di una guerra che non possono combattere in Italia. Così, il verdetto pende dalla parte di Rinaldo – poiché ex ufficiale del regio esercito – e incredibilmente condanna Mario quale facinoroso antifascista. Il destino dei tre, a questo punto, pare dividersi per sempre: ma è solo l'inizio. Rinaldo viene richiamato alle armi e spedito a riempire scartoffie in qualche ufficio dell'esercito in Spagna benché ormai chiaramente rimbambito, Mario decide di abbandonare l'Italia e scappare in Francia e Lolli decide di raggiungerlo per coronare il loro sogno d'amore. Ma il momento storico non lascia spazio a sentimentalismi, Mario infatti decide di arruolarsi nelle Brigate Internazionali che stanno combattendo in Spagna. Lolli decide di seguirlo nonostante il viaggio sia lungo e tortuoso. Arrivati sui campi di combattimento, Lolli non viene presa dalle donne delle Brigate, invece Mario è pronto a partire e a raggiungere Guadalajara. I due si saluteranno e Lolli – nel suo lungo viaggio a ritroso da Madrid a Roma – non potrà immaginare che Rinaldo e Mario si rincontreranno, senza riconoscersi, sul campo di battaglia per l'ultima volta.

## Cast, Sceneggiatura e Produzione
Le voci dei personaggi sono di Luca Zingaretti che interpreta l'avvocato Rinaldo, di Alba Rohrwacher che è la protagonista Lolli, di Valerio Mastandrea che veste i panni del pugile Mario, di Omero Antonutti nelle vesti della voce narrante e di Elio Pandolfi che invece presta la sua voce a diversi personaggi, anche femminili.
La regia è di Filiberto Scarpelli, nipote di Furio Scarpelli. Quest'ultimo ha scritto e disegnato il film e il graphic novel. La sceneggiatura è di Furio, Giacomo e Filiberto Scarpelli. Un lavoro di schizzi, tavole, disegni, appunti a penna e a matita, idee e personaggi durato circa otto anni. il testamento che ci ha voluto lasciare uno dei più grandi sceneggiatori del cinema italiano che iniziò la sua carriera proprio come disegnatore e che l'ha chiusa con la sua grande passione: i disegni.
(Furio Scarpelli)

## Riconoscimenti
- Premio speciale assegnato dalla giuria dei Nastri d'argento 2012 - È il riconoscimento cinematografico italiano assegnato annualmente dal Sindacato nazionale giornalisti cinematografici italiani.
- Ciak d'oro 2012 - Ha vinto il Ciak d'oro nella categoria Belli & Invisibili.
- A dicembre 2012 al festival de "La Primavera del Cinema Italiano" il film è stato omaggiato con un premio alla memoria dell'autore: Furio Scarpelli. L'onorificenza "Omaggio a Furio Scarpelli" è stata consegnata dal regista Mimmo Calopresti al figlio Giacomo Scarpelli e al nipote Filiberto Scarpelli, rispettivamente sceneggiatore e regista del film.